# St. Maria (Pohja)

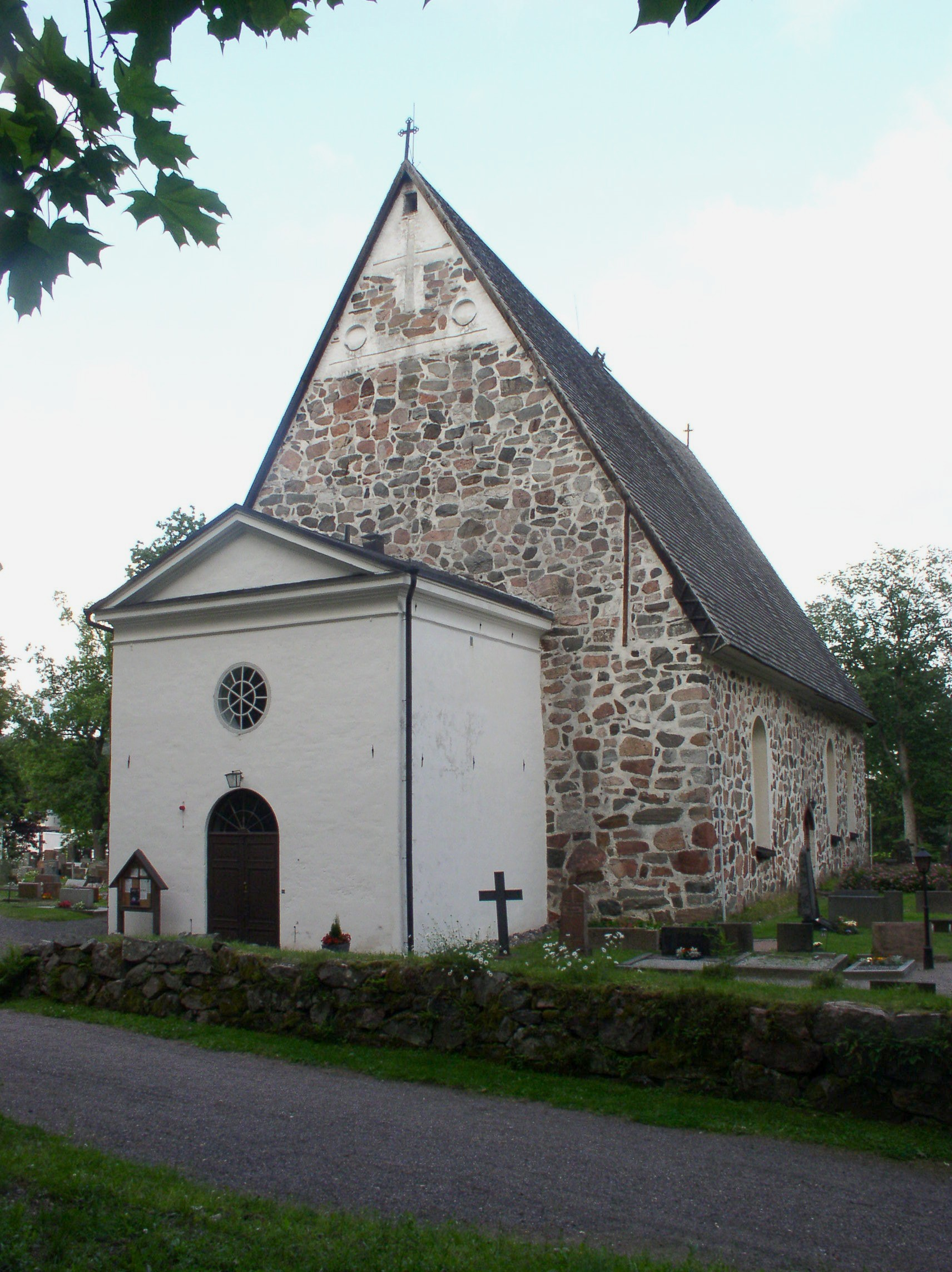
Kirche von Pohja

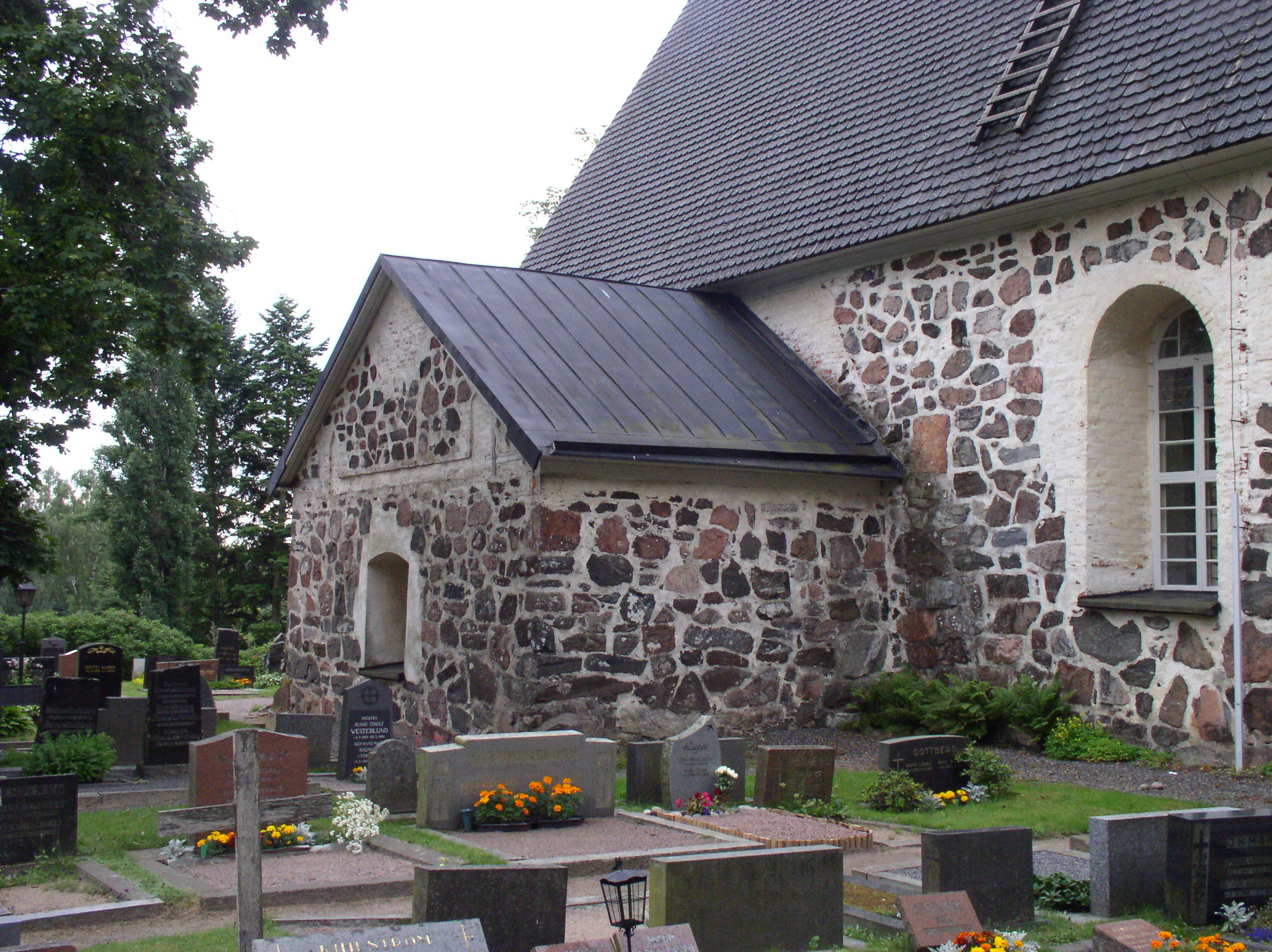
Kirche von Pohja

St. Maria ist eine evangelisch-lutherische Kirche in Pohja in Finnland.

## Geschichte
Die Kirche St. Maria in Pohja wurde in den Jahren 1460 bis 1480 gebaut. Unter der Leitung ausländischer Fachleute wurden die Arbeiten hauptsächlich von den Ortsbewohnern ausgeführt.
Im Großen Nordischen Krieg (1713–1721) verlor die Kirche alle Einrichtungsgegenstände, die nicht vorher wegtransportiert oder versteckt worden waren. Die Reparaturen dauerten 100 Jahre. Der Bau des Glockenturmes 1827 markierte das Ende dieser Periode.

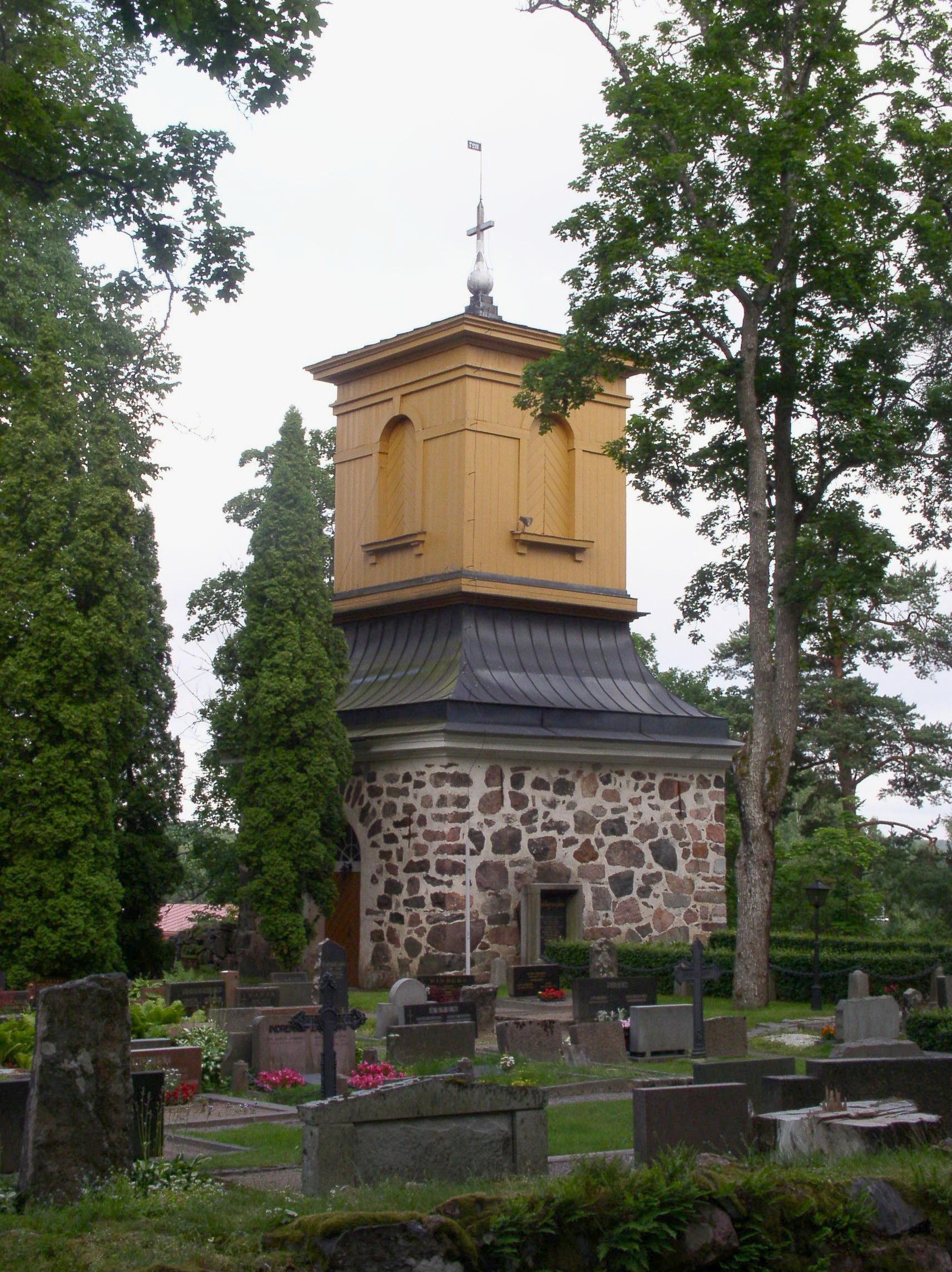
Kirchturm von Pohja
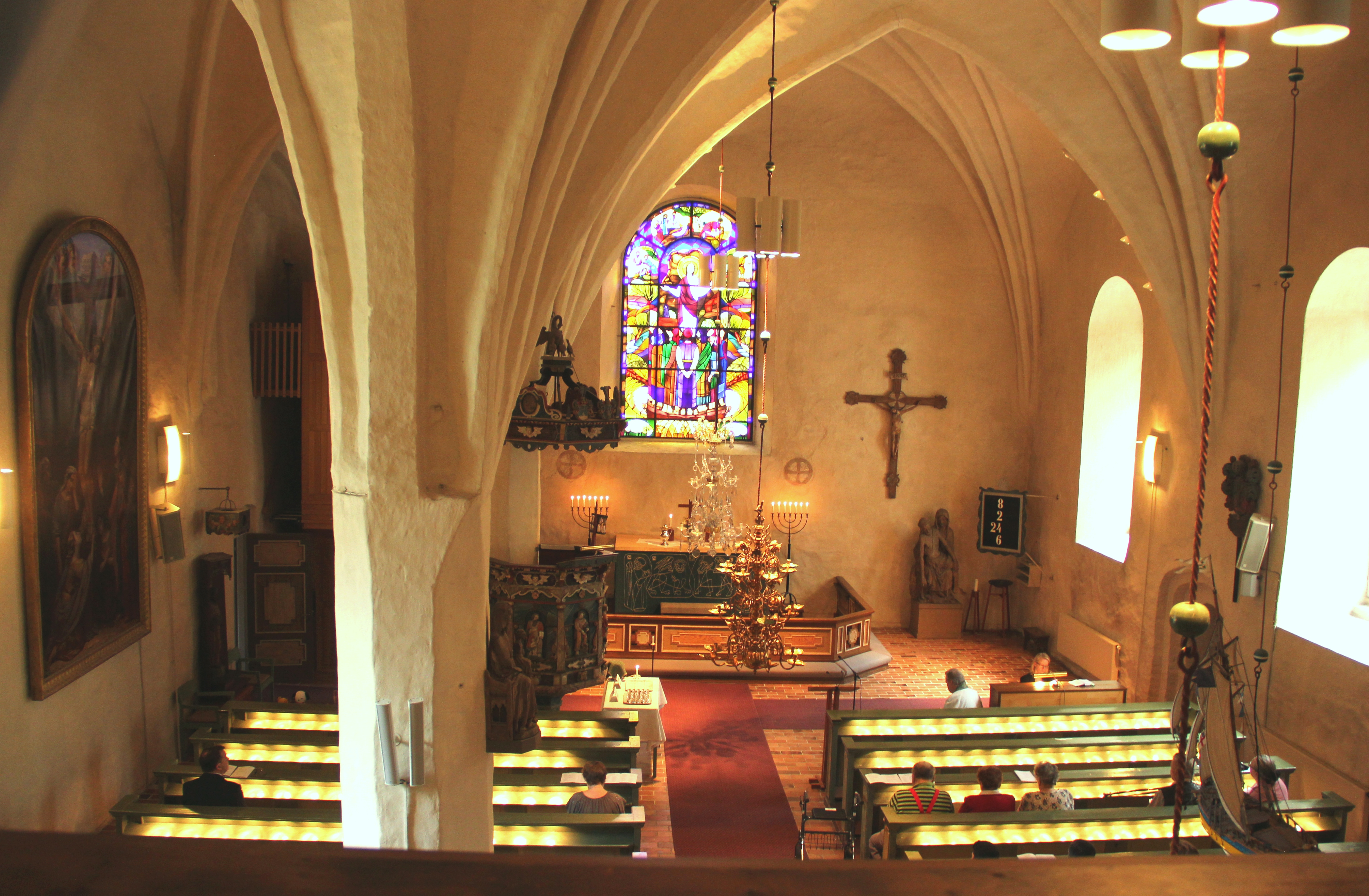
Innenraum
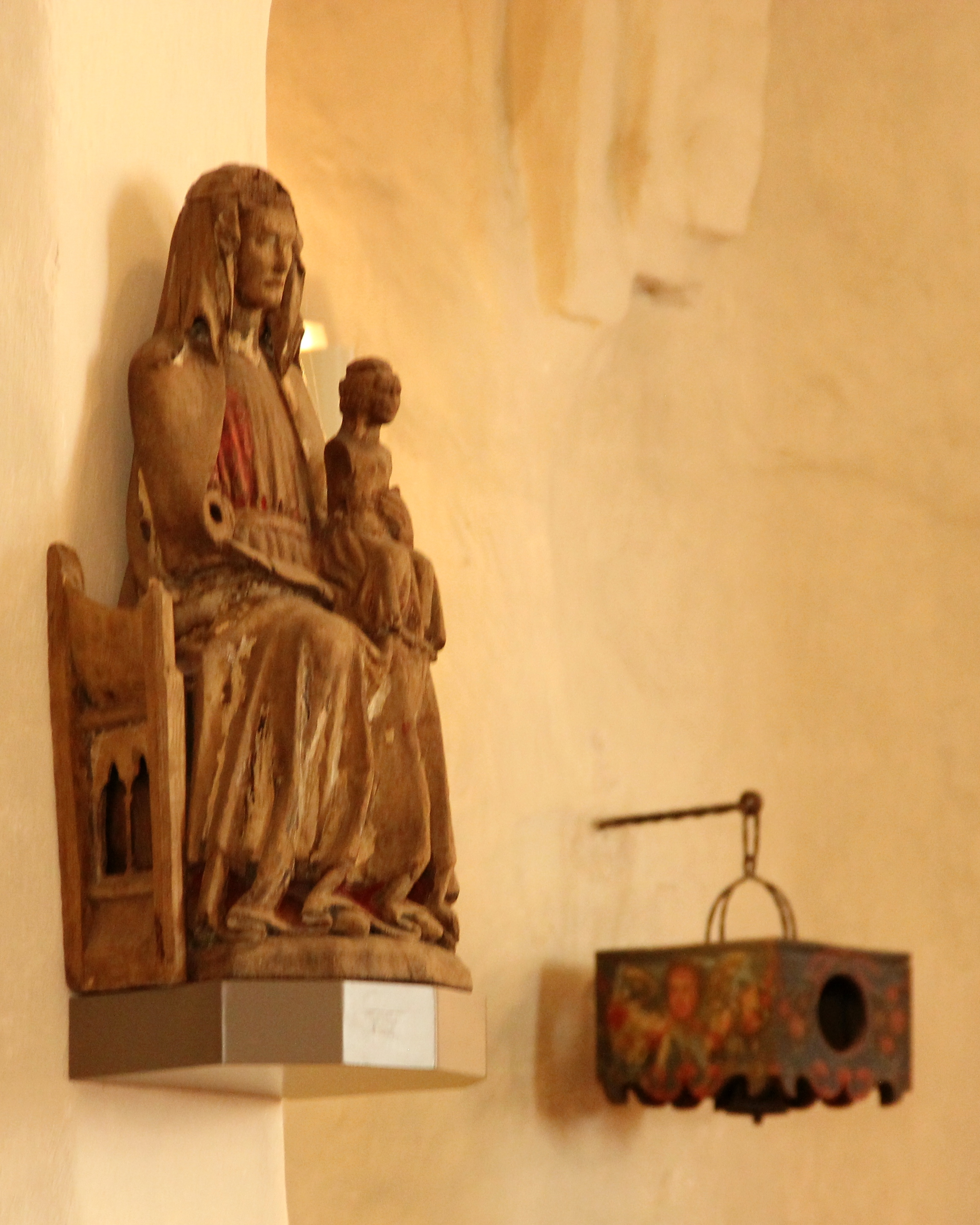
Jungfrau Maria

## Ausstattung
Während der Jahrhunderte hat die Kirche eine Menge von Gegenständen erworben. Im 19. Jahrhundert wurde die Kirche dem Empire-Stil angepasst, der sie bis in die 1950er Jahre prägte. Der Altar und die Kanzel waren weiß, und die Kanzel stand an der südlichen Wand. Die Fenster, der Orgelprospekt und die gesamte Einrichtung wurden zu Gunsten von Einfachheit und Symmetrie verändert.
In den 1950er Jahren erhielt die Kirche ihr heutiges Aussehen. Die Kanzel steht wieder an ihrem alten Platz, die Glasmalerei hat das Altarbild ersetzt, und die Altarschranke wurde erneuert.
- Votivschiff: Gebaut vom Ortsbewohner Karl Immonen und 1991 der Kirche geschenkt; Vorbild ist das Schiff „Coldin“
- Die Kanzel wurde nach ausländischen Vorbildern im 17. Jahrhundert in Ekenäs angefertigt. Von 1848 bis 1951 stand sie in einer Abstellkammer. Dann wurde sie vom Holzschnitzer Axel Lindström, einem Ortsbewohner, restauriert. Heute steht sie wieder an ihrem früheren Platz.
- Die Schutzpatronin Jungfrau Maria ist der älteste Gegenstand in der Kirche. Streng und feierlich hält sie das Jesuskind auf dem Arm. Die Holzskulptur stammt aus dem 14. Jahrhundert und trägt noch Farbspuren weiß, blau, rot, silber und gold.
- Pietà-Versperbild aus dem 15. Jahrhundert
- Die Glasmalerei des Altarfensters wurde von Kitty Liljequist-Krogius 1955 angefertigt. Sie stellt die Bergpredigt und im oberen Teil das Gleichnis vom barmherzigen Samariter dar.
- Orgel von 1862 von Per Larsson Åkerman